# Pustkowie (serial telewizyjny)
Pustkowie (cz. Pustina) – czeski serial dramatyczny produkcji HBO Europe, po raz pierwszy wyemitowany w Czechach 30 października 2016. Wcześniej, dwa pierwsze odcinki zostały pokazane na Międzynarodowym Festiwalu Filmowym w Karlowych Warach (w lipcu 2016 r.), a premiera całego serialu nastąpiła we wrześniu 2016 r. podczas Międzynarodowego Festiwalu Filmowego w Toronto.
W serialu kilkukrotnie pojawiają się polskie motywy. Jego akcja rozgrywa się nieopodal granicy czesko-polskiej. Niewielką część zdjęć jednego z odcinków nakręcono w Jeleniej Górze i jej okolicach. Dyrektor kopalni Turkowo jest Polakiem. Również wychowanek pobliskiego zakładu poprawczego, Filip Paskowski ma polskie nazwisko i w jednym z odcinków odwiedza swojego ojca mieszkającego w Polsce, chociaż między sobą rozmawiają po czesku. Lukáš „Šary“ Vašíček zajmuje się produkcją narkotyków, tworzonych na bazie leków przywożonych z Polski.

## Okres zdjęciowy i plenery
Zdjęcia do serialu powstawały od listopada 2015 r. do maja 2016 r., głównie po czeskiej stronie pogranicza z Niemcami: w okolicach Mostu (Komořany, zamek Jezeří) i Chomutova (kopalnie odkrywkowe węgla brunatnego nieopodal Kadaňa), a także okolicach Pragi (Hole, Vrbice, Kladno, Kersko, Beroun, Nymburk, Slaný, Terezin).

## Fabuła
Akcja serialu toczy się w fikcyjnej czeskiej miejscowości Pustina, zlokalizowanej w kraju libereckim, niedaleko granicy z Polską. Burmistrz (cz. starosta) Hana Sikorová musi walczyć o przetrwanie miasteczka, ponieważ pobliska kopalnia węgla brunatnego Turkowo, zarządzana przez polskiego dyrektora Kwiatkowskiego ma zamiar wykupić okoliczne domy, by poszerzyć obszar eksploatacji węgla. Do domu nie wraca 14-letnia córka Hany, Miša. Lokalna społeczność zaczyna się nawzajem podejrzewać, zaś w wyniku śledztwa prowadzonego przez detektywa Václava Rajnera i - na własną rękę - męża Hany – Karela Sikorę, na jaw wychodzą głęboko skrywane tajemnice i powiązania między mieszkańcami Pustiny.

## Główne postacie
- Zuzana Stivínová jako Hana Sikorová – burmistrz Pustiny, matka Kláry i zaginionej Mišy
- Jaroslav Dušek jako Karel Sikora – były mąż Hany i ojciec jej córek, obecnie mieszka poza domem rodzinnym ze względu na jego chorobę (zaburzenie dwubiegunowe)
- Eliška Křenková jako Klára Sikorová – starsza siostra zaginionej Mišy, spotyka się z Lukášem
- Leoš Noha jako kpt. Václav Rajner – detektyw prowadzący śledztwo ws. zaginionej Mišy
- Jan Cina jako Lukáš „Šary“ Vašíček – chłopak Kláry i brat Adama, zajmuje się produkcją narkotyków
- Štěpán Benoni jako Adam Vašíček – wychowawca w miejscowym poprawczaku
- Oskar Hes jako Filip Paskowski – wychowanek poprawczaka, chłopak zaginionej Mišy
- Richard Stanke jako Janusz Kwiatkowski – dyrektor kopalni Turkowo

## Lista odcinków
| Seria | Seria | Odcinki | Pierwsza emisja      | Pierwsza emisja | Pierwsza emisja | Pierwsza emisja |
| Seria | Seria | Odcinki | Premiera             | Finał           | Premiera        | Finał           |
| ----- | ----- | ------- | -------------------- | --------------- | --------------- | --------------- |
|       | 1     | 8       | 30 października 2016 | 18 grudnia 2016 | 7 stycznia 2017 | 25 lutego 2017  |

| Nr odcinka | Reżyseria      | Scenariusz   | Premiera             | Premiera w Polsce |
| ---------- | -------------- | ------------ | -------------------- | ----------------- |
|            |                |              |                      |                   |
| 1          | Ivan Zachariás | Stepán Hulík | 30 października 2016 | 7 stycznia 2017   |
|            |                |              |                      |                   |
| 2          | Ivan Zachariás | Stepán Hulík | 6 listopada 2016     | 14 stycznia 2017  |
|            |                |              |                      |                   |
| 3          | Alice Nellis   | Stepán Hulík | 13 listopada 2016    | 21 stycznia 2017  |
|            |                |              |                      |                   |
| 4          | Alice Nellis   | Stepán Hulík | 20 listopada 2016    | 28 stycznia 2017  |
|            |                |              |                      |                   |
| 5          | Ivan Zachariás | Stepán Hulík | 27 listopada 2016    | 4 lutego 2017     |
|            |                |              |                      |                   |
| 6          | Ivan Zachariás | Stepán Hulík | 4 grudnia 2016       | 11 lutego 2017    |
|            |                |              |                      |                   |
| 7          | Alice Nellis   | Stepán Hulík | 11 grudnia 2016      | 18 lutego 2017    |
|            |                |              |                      |                   |
| 8          | Alice Nellis   | Stepán Hulík | 18 grudnia 2016      | 25 lutego 2017    |
|            |                |              |                      |                   |

## Błędy
- Serial kręcono przede wszystkim w zagłębiu węgla brunatnego w zachodnich Czechach (Podgórze Rudawskie), w kraju usteckim, przy granicy z Niemcami. Tablice rejestracyjne pojazdów pojawiających się na ekranie odpowiadają jednak krajowi libereckiemu, zlokalizowanemu w północno-zachodniej części Republiki Czeskiej, w którym w dodatku nie wydobywa się węgla brunatnego. Z kolei miasta w Polsce bliskie Pustiny bardziej odpowiadają Broumovskiej vrchovinie, jednak i tam nie ma złóż węgla brunatnego[2]
- Funkcjonariusze policji noszą stare mundury, które zostały wycofane w 2012 r.